# 冰珠
冰珠是固態降水的一種，由雪花落下時融化再凝固所形成，外形為半透明冰球，比雹還小、且與霰、雨夾雪不同，落至地表或撞擊物體時會彈起、並發出比液態雨滴還要清脆的聲音。冰珠堆積時通常不會凝固成一塊，除非同時下著凍雨。在航空例行天氣報告中的代號為PL（1998年以前是PE）。

## 形成
當高空有一層溫暖空氣、溫度高於冰點，而上方與下方空氣皆低於冰點時，落下的雪花會先部份或完全融化、接著再度凝固，形成冰珠。如果下方的冷空氣層不夠厚，融化的雪花無法再度凝固時便會形成凍雨。冰珠常見於寒冷季節時暖鋒通過前，而冷鋒通過後、或有滯留鋒時也可見到。

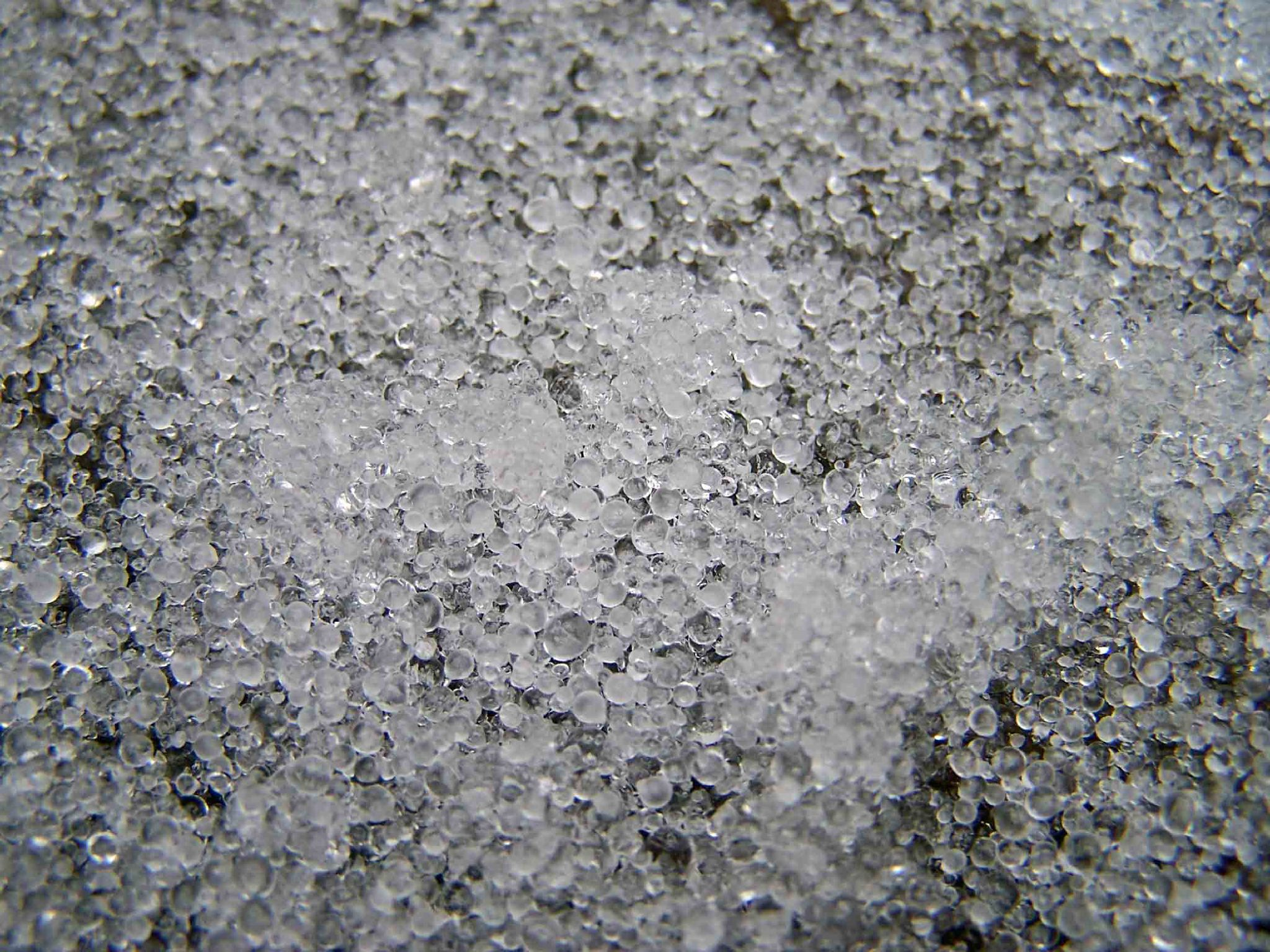
冰珠堆積於地表
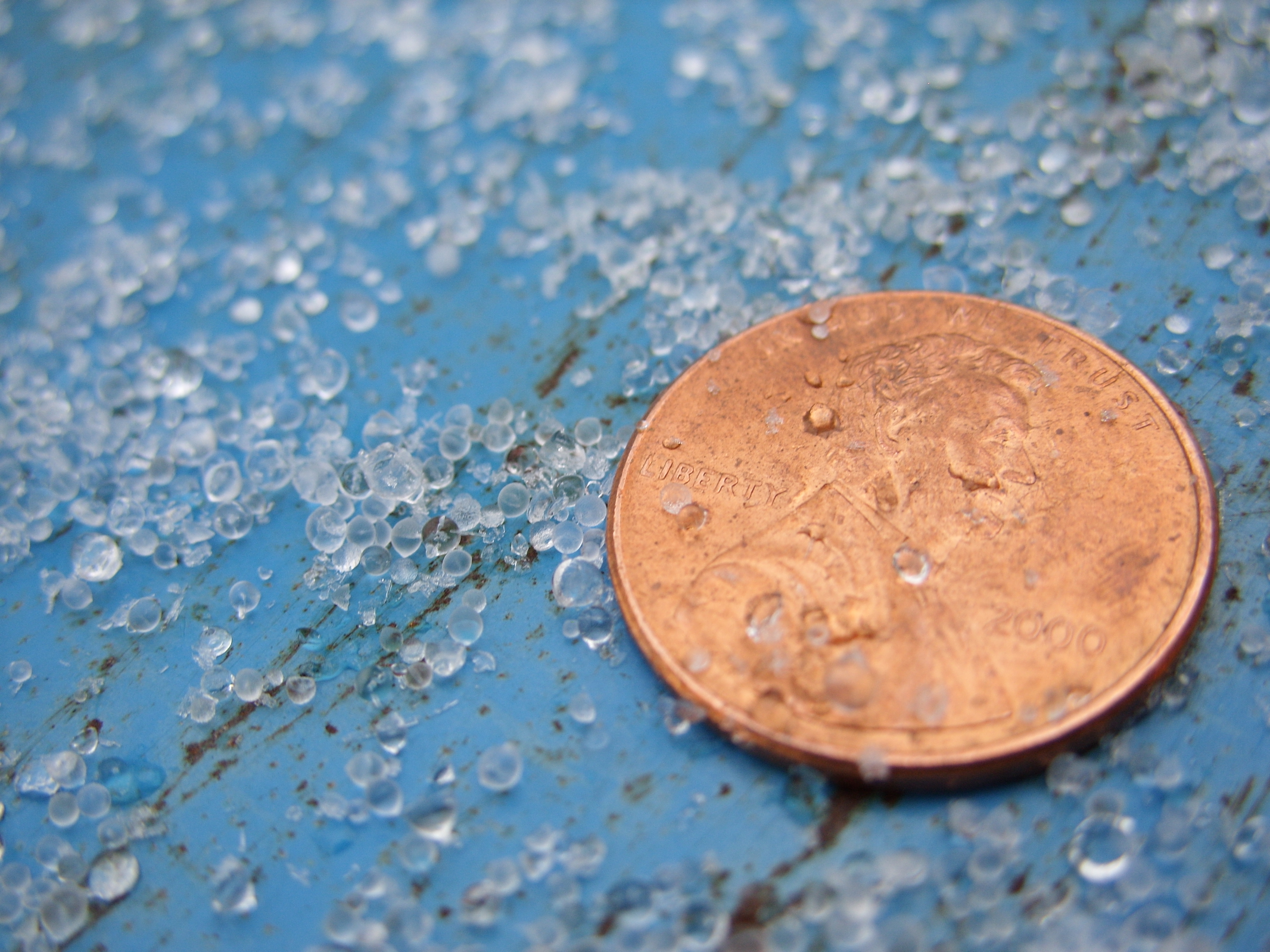
冰珠與1美分硬幣比大小
能形成冰珠的大氣溫度剖面

## 影響
一般而言，冰珠發生時間不會太長、累積的量也不會太多。不過在美國東部與加拿大東南部，從墨西哥灣來的暖空氣能在低壓系統前追過地表冷空氣數百公里，使得這區域冰珠可累積2至5公分。冰珠累積造成的影響類似於積雪，不過不同的是冰珠比相同體積的雪來的重，因此較難清除。另外，冰珠也比相同體積的雪要花更久時間融化。